# 鵜巣駅
鵜巣駅（うすえき）は、樺太真岡郡野田町に存在した樺太庁鉄道西海岸線の駅。

## 歴史
- 1934年（昭和9年）8月11日：樺太庁鉄道の鵜巣仮乗降場として開業[1][2]。
- 1935年（昭和10年）12月20日：1km追手寄りに移設され、駅に昇格[2]。
- 1941年（昭和16年）12月1日：駅休止。
- 1943年（昭和18年）4月1日：南樺太の内地化により、鉄道省に移管。同時に駅廃止。

## 駅名の由来
当駅の所在する地名からであり、地名はアイヌ語の「ウス・ネ・コロ」（湾（入り江）になっている所を持っている）の内の「ウス」（湾、入り江）の部分による。 

## 隣の駅
樺太庁鉄道
西海岸線
小岬駅 - 鵜巣駅 - 追手駅